# Christine Traurig
Christine Traurig, född den 13 mars 1957 i Nienburg i Tyskland, är en amerikansk ryttare.
Hon tog OS-brons i lagtävlingen i dressyr i samband med de olympiska ridsporttävlingarna 2000 i Sydney.